# 裕瑞 (佟佳氏)
裕瑞（?—1868年），佟佳氏，滿洲鑲藍旗人。清朝武官。
祖嗣存，散秩大臣。父舒明阿，杭州將軍。道光五年，裕瑞由閑散補鑾儀衛整儀尉。累官至廣州副都統。二十一年，英軍進攻廣東，裕瑞督率文武防守省城，擒斬英兵多名，賞戴花翎。歷廣州將軍、江寧將軍、福州將軍。咸豐元年，調成都將軍，署閩浙總督。二年，署四川總督。三年十二月，督辦省城團練。同治元年，充右翼監督。二年，充稽查壇廟大臣。三年，署鑲紅旗滿洲副都統。四年，署察哈爾都統。五年，授綏遠城將軍。七年，卒，諡恪勤。